# Félix María Zuloaga
Félix María Zuloaga (ur. 31 marca 1813 w Álamos, zm. 11 lutego 1898 w Meksyku) – meksykański polityk konserwatywny i wojskowy, prezydent Meksyku (1858).

## Życiorys
Félix María Zuloaga urodził się 31 marca 1813 roku w Álamos. Dorastał w Chihuahua, gdzie wstąpił do Gwardii Narodowej. Walczył z Apaczami w Chihuahua i Majami na Jukatanie, bronił Monterrey podczas wojny amerykańsko-meksykańskiej i wspierał generała Santa Annę (1794–1876) podczas jego rządów w latach 50. XIX w.
17 grudnia 1857 roku przeprowadził zamach stanu w imieniu Ignacio Comonforta (1812–1863). Kongres został rozwiązany, członkowie gabinetu Comonforta i prezydent Sądu Najwyższego i kandydat na prezydenta Benito Juárez (1806–1872) aresztowany. Zuloaga wraz ze swoimi zwolennikami proklamowali Plan z Tacubayi, który przewidywał zniesienie konstytucji z lutego 1857, wprowadzenie dyktatury prezydenta Ignacio Comonforta, a także zwołanie Konstytuanty. Plan uzyskał poparcie kościoła katolickiego. Comonfort uwolnił jednak Juáreza, który ustanowił alternatywny rząd w Guanajuato i pozyskał wsparcie 11 stanów dla sprawy liberałów. W styczniu 1858 roku generał Jose de la Parra przeprowadził bunt przeciwko Comonfortowi, który zbiegł, a tymczasowym prezydentem został Zuloaga. Zuloaga oparł swoje rządy na patriotyzmie i religii katolickiej, którą utrzymał jako oficjalne wyznanie w Meksyku. Zdeklarował się również jako zwolennik niepodległości Meksyku.
W Meksyku funkcjonowały dwa rywalizujące ze sobą rządy – konserwatywny pod przywództwem Zuloagi i liberalny Juáreza, które we wkrótce zaangażowały się w wojnę domową. Po początkowych porażkach, liberałowie odzyskali pozycję i siły się wyrównały. Wobec narastającej opozycji i buntu konserwatywnych wojskowych pod przywództwem m.in. Manuela Roblesa Pezueli (1817–1862), Zuloaga podał się do dymisji 23 grudnia 1858 roku a Manuel Robles Pezuela objął urząd prezydenta.
Zmarł 11 lutego 1898 roku w Meksyku.